# Ilyarachna bergendahli
Ilyarachna bergendahli là một loài chân đều trong họ Munnopsidae. Loài này được Ohlin miêu tả khoa học năm 1901.